# Reação transfusional alérgica
Uma reação transfusional alérgica ocorre quando uma transfusão de sangue resulta em uma reação alérgica. É uma das reações transfusionais mais comuns que ocorrem. As taxas relatadas dependem do grau de vigilância ativa em comparação com a transmissão do relatório ao banco de sangue. Em geral, estima-se que compliciem até 3% de todas as transfusões. A incidência de reações alérgicas à transfusão está associada à quantidade de plasma no produto.